# Saiko (cantante)
Saiko, pseudonimo di Miguel Cantos Gómez (Armilla, 25 maggio 2002), è un cantante e rapper spagnolo.

## Biografia
Nato ad Armilla, Miguel Cantos Gómez si interessa presto alla musica, partecipando a battaglie di freestyle nella sua città. Nel 2017 inizia una carriera da rapper, formando insieme al fratello il duo Wido e Saiko. Diventato solista nel 2020, raggiunge il successo due anni dopo grazie al singolo Polaris, certificato disco d'oro e in seguito ripubblicato in un remix in collaborazione con Quevedo, Mora e Feid. Anche il singolo Supernova, pubblicato nel 2023, viene accolto positivamente, raggiungendo la prima posizione nella classifica spagnola.
In seguito collabora con il portoricano Mora al brano Reina, debuttando al primo posto in Spagna e al quindicesimo a livello globale su Spotify. Il 21 settembre 2023 tiene un concerto in Piazza dei Tori a Granada, vendendo tutti i biglietti disponibili in soli 5 minuti, e pubblica il singolo Buenas con Quevedo, che raggiunge nuovamente la vetta della classifica. Il 14 dicembre dello stesso anno pubblica l'EP Saliendo del planeta, che anticipa il primo album in studio Sakura, uscito il 26 aprile 2024. Il disco contiene collaborazioni con artisti come J Balvin, Bryant Myers, JC Reyes, Dei V, Mora e Dellafuente.
Il suo secondo album, Natsukashii Yoru, viene reso disponibile il 20 giugno 2025.

## Discografia

### Album in studio
- 2024 – Sakura
- 2025 – Natsukashii Yoru

### EP
- 2022 – 1371 km
- 2023 – Saliendo del planeta